# Districte de Lo Puèi de Velai
El Districte de Lo Puèi de Velai és un dels tres districtes del departament francès de l'Alt Loira, a la regió d'Alvèrnia-Roine-Alps. Té 16 cantons i 102 municipis. El cap del districte és la prefectura de Lo Puèi de Velai.

## Cantons
cantó d'Alègre - cantó de Caires - cantó de Crapona - cantó de Fai de Linhon - cantó de Lodes - cantó de Lo Monestier de Gaselha - cantó de Pradèlas - cantó de Lo Puèi de Velai Est - cantó de Lo Puèi de Velai Nord - cantó de Lo Puèi de Velai Oest - cantó de Lo Puèi de Velai Sud-Est - cantó de Lo Puèi de Velai Sud-Oest - cantó de Sant Julian-Chaptuèlh - cantó de Sant Paulian - cantó de Solanhac - cantó de Vorèi